# 月ノうた
『月ノうた』（つきのうた）は、2009年6月24日にBMG JAPANからリリースされたコンピレーション・アルバム。

## 概要
- オフィスオーガスタの所属のアーティストによるコンピレーション・アルバム。
- 月をテーマにした楽曲を集めている。

## 収録曲
1. 幻の月 / 元ちとせ
元ちとせの1stシングル「ワダツミの木」のカップリング。
2. 黄金の月 / スガシカオ
スガシカオの2ndシングル
3. 狼青年 / 長澤知之
長澤知之の2ndミニアルバム『P.S.S.O.S.』収録
4. 上弦の月の下で-Under The Half Moon- / 杏子
杏子の4thアルバム『TOKYO DEEP LONDN HIGH』収録
5. 月明かりに照らされて / 山崎まさよし
山崎まさよしの1stシングル。
6. FRIENDS / MICRON'STUFF
MICRON'STUFFのインディーズミニアルバム『A.R.W.All Round World』収録。
7. 月見ヶ丘 / スキマスイッチ
スキマスイッチの3rdアルバム『夕風ブレンド』収録。
8. 十六夜 / 山崎まさよし
山崎まさよしの18thシングル「ビー玉望遠鏡」のカップリング。
9. 夜に詠めるうた / 杏子
杏子の5thアルバム『BLACKTHORN CIDER』収録。
10. floating / mi-gu
mi-guの3rdアルバム『pulling from above』収録。
11. 僕らをつなぐもの / 秦基博
秦基博の1stミニアルバムの1曲目。
12. アカツキの詩 / スキマスイッチ
スキマスイッチの9thシングル。
13. Caravan / COIL
COILの8thアルバム『CINEMA』収録。
14. 月とナイフ / スガシカオ
スガシカオの1stアルバム『Clover』収録。
15. 夢見月 / さかいゆう
さかいゆうの新曲。
16. 月を盗む / 元ちとせ
元ちとせの6thシングル「語り継ぐこと」のカップリング。

## 参加アーティスト
- 杏子
- 山崎まさよし
- スガシカオ
- COIL
- 元ちとせ
- スキマスイッチ
- mi-gu
- 秦基博
- 長澤知之
- MICRON' STUFF
- さかいゆう